# 237e régiment de chars
Pour les articles homonymes, voir 237e régiment.
Le 237e régiment de chars (en russe : 237-й танковый полк, abrégé 237 тп), de son nom complet le 237e régiment de chars, des ordres du Drapeau rouge, de Souvorov et de Bogdan Khmelnitski (en russe : 237-й танковый Краснознамённый, орденов Александра Суворова и Богдана Хмельницкого полк), est une unité blindée de l'armée de terre russe (n° d'unité 91726).
Le régiment fait partie de la 3e division de fusiliers motorisés de la 20e armée combinée de la Garde du district militaire ouest, basée dans le village de Soloti (en) (oblast de Belgorod),.

## Histoire
L'unité est formée sous le nom de 237e brigade de chars le 28 mai 1943, peu avant le début de la bataille de Koursk, avant de connaitre son baptême du feu lors d'une opération défensive en direction d'Oboïan. 
En juillet 1943, la 237e brigade participe à des batailles défensives dans le secteur de la direction Koursk-Belgorod dans le contexte de la bataille de Koursk, puis pénètre dans le saillant et avance avec la 1re armée de chars de la Garde en direction de la ville de Kharkov.
Au début de 1944, la brigade, avec le reste des unités du 31e corps de chars, fait partie du 1er front ukrainien. Au cours de l'hiver de la même année, la 237e brigade de chars participe à l'offensive Korsoun-Chevtchenko.
La 237e brigade participe également à l'offensive Lvov-Sandomir. Lors d'affrontement pour le village de Pochapi, le lieutenant Mikhaïl Petrov et sa compagnie éliminent environ 500 soldats et officiers ennemis, 7 chars, 20 canons, environ 100 camions transportant du fret et capture la bannière d'un régiment de la Waffen-SS. Pour cet exploit, l'officier Petrov reçut le titre de héros de l'Union soviétique.
Pour avoir percé l'importante défense de la Wehrmacht au sud-ouest de la ville de Sandomierz, par décret du Présidium du Soviet suprême de l'URSS du 19 février 1945, la brigade reçoit l'Ordre du Drapeau rouge.
Pour la libération des villes polonaises de Częstochowa, Przedbórz, Radomsko, la brigade reçoit l'Ordre de Suvorov de 2e classe.
Pendant la « Grande Guerre patriotique », plus de 1 500 soldats et officiers de la brigade ont reçu des ordres honorifiques et des médailles militaires. 35 soldats de première ligne de la 237e brigade ont participé au défilé de la Victoire sur la place Rouge de Moscou le 24 juin 1945.
En 1945, la 237e brigade du 31e corps de chars est réorganisée en 237e régiment de chars de la 31e division de chars, préservant le drapeau de bataille, les récompenses, l'histoire et la gloire militaire de l'ancienne unité.
À la fin des années 1980, le 237e régiment de chars est stationné dans la ville de Libava, dans la région d'Olomouc en Tchécoslovaquie, dans le cadre de la 31e division de chars du 28e corps d'armée du groupement central des forces armées soviétiques.
Depuis 1990, le régiment est basé dans la ville de Dzerjinsk, dans l'oblast de Nijni Novgorod. Lors de la réforme des forces armées en 2009, le 237e régiment est dissous,.
En 2016, le régiment est réactivé au sein de la 3e division de fusiliers motorisés de la 20e armée combinée de la Garde avec comme point de déploiement permanent le village de Soloti (en), dans l'oblast de Belgorod. 
Depuis 2022, l'unité est engagée dans l'invasion russe de l'Ukraine.